# متطلبات الحصول على تأشيرة لمواطني أوغندا

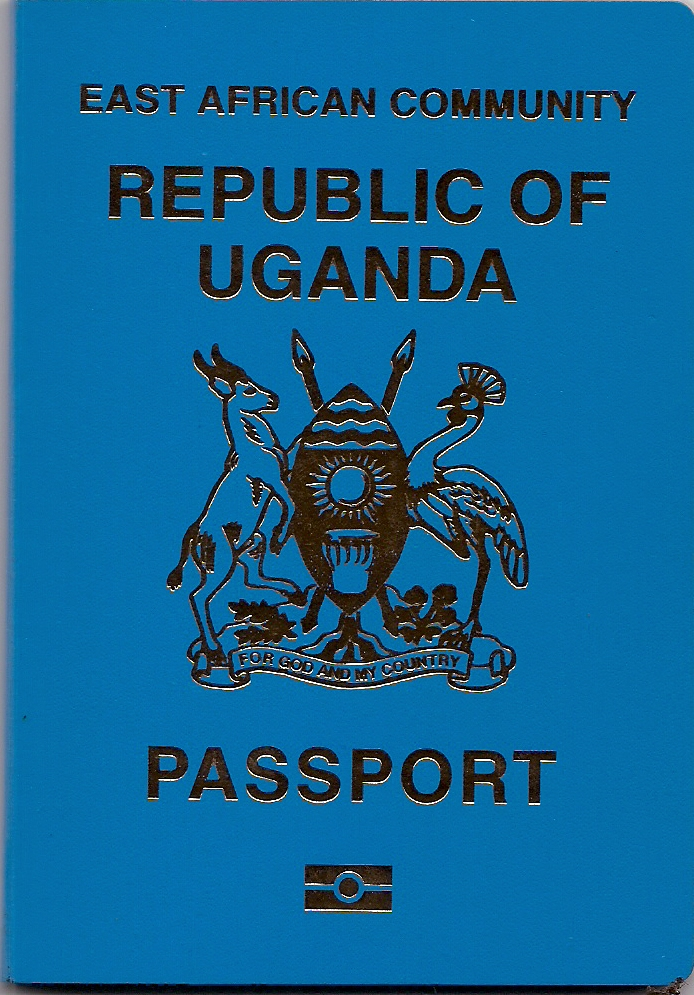

متطلبات الحصول على تأشيرة للمواطنين الأوغنديين، هي قيود الدخول الإدارية من قبل سلطات الدول الأخرى المفروضة على مواطني أوغندا. في عام 2015 كان المواطنين الأوغنديين لا يحتاجون لتأشيرة دخول أو تأشيرة عند الوصول لـ 61 دولة وإقليم.